# Sainte-Colombe, Landes

Sainte-Colombe este o comună în departamentul Landes din sud-vestul Franței. În 2009 avea o populație de 639 de locuitori.

## Evoluția populației
| An        | 1975 | 1982 | 1990 | 1999 | 2006 | 2009 |
| --------- | ---- | ---- | ---- | ---- | ---- | ---- |
| Populație | 392  | 373  | 407  | 456  | 592  | 639  |